# 31 (szám)
A 31 (római számmal: XXXI) egy természetes szám, prímszám, középpontos háromszögszám.

## A szám a matematikában
A tízes számrendszerbeli 31-es a kettes számrendszerben 11111, a nyolcas számrendszerben 37, a tizenhatos számrendszerben 1F alakban írható fel.
A 31 páratlan szám, prímszám, azon belül Mersenne-prím (mivel felírható 25 – 1 alakban, ahol az 5 prímszám), Mersenne-prímkitevő. Primoriálisprím. Mírp. Középpontos háromszögszám, középpontos ötszögszám és középpontos tízszögszám. Normálalakban a 3,1 · 101 szorzattal írható fel.
Erősen érinthető szám: minden nála kisebb számnál többször áll elő számok valódiosztóösszeg-függvényeként.
A 31 5 különböző szám valódiosztó-összegeként áll elő.
Az első 31 pozitív egész szám összege (vagyis a 31. háromszögszám) 496, e 31 szám szorzata (azaz a 31 faktoriálisa): 31! = 8,22283865417792 · 1033.
A 31 négyzete 961, köbe 29 791, négyzetgyöke 5,56776, köbgyöke 3,14138, reciproka 0,032258. A 31 egység sugarú kör kerülete 194,77874 egység, területe 3019,07054 területegység; a 31 egység sugarú gömb térfogata 124 788,24899 térfogategység.
A 31 helyen az Euler-függvény helyettesítési értéke 30, a Möbius-függvényé −1, a Mertens-függvényé −4.

## Informatikában
31 bites architektúra

## A szám mint sorszám, jelzés
A periódusos rendszer 31. eleme a gallium. A Messier-katalógus 31. objektuma (M31) az Androméda-galaxis.